# Gehyra angusticaudata
Gehyra angusticaudata (вузькоголова дтелла) — вид геконоподібних ящірок родини геконових (Gekkonidae). Ендемік Таїланду.

## Поширення і екологія
Вузькоголові дтелли мешкають на півдні Центрального Таїланду, а також на перешийку Кра в Південному Таїланду. Вони живуть у вологих тропічних лісах, що ростуть серед вапнякових скель.